# Wratsporig zilvervlies
Het wratsporig zilvervlies (Tylospora fibrillosa) is een schimmel behorend tot de familie Atheliaceae. Het leeft saprotroof op naald- en loofhout, strooisel en humus.

## Verspreiding
In Nederland komt het zeldzaam voor. Het staat op de rode lijst in de categorie 'Gevoelig'.